# STS–103
Az STS–103 jelű küldetés az amerikai űrrepülőgép-program 96., a Discovery űrrepülőgép 27. repülése. Ez volt a Discovery utolsó egyéni repülése, a továbbiakban a Nemzetközi Űrállomás programjában vett részt.

## Küldetés
Az STS–103-at 2000 júniusáról hozták előre, mert a Hubble űrtávcső hat giroszkópja közül három meghibásodott.

## Jellemzői
A beépített kanadai Canadarm (RMS) manipulátor kart 50 méter kinyúlást biztosított (műholdak indítás/elfogása, külső munkák [kutatás, szerelések], hővédőpajzs külső ellenőrzése) a műszaki szolgálat teljesítéséhez.

## Első nap
1999. december 6-án tervezték a küldetés indítását, de technikai, illetve időjárási viszonyok miatt végül december 20-án a szilárd hajtóanyagú gyorsítórakéták, Solid Rocket Booster(SRB) segítségével Floridából, a Cape Canaveral (KSC) Kennedy Űrközpontból, a LC39–A (LC–Launch Complex) jelű indítóállványról emelkedett a magasba. Az orbitális pályája 96,4 perces, 28,45 fokos hajlásszögű, elliptikus pálya perigeuma 563 kilométer, az apogeuma 609 kilométer volt. Felszálló tömeg indításkor 118 332 kilogramm, leszálló tömeg 112 493 kilogramm. Szállított hasznos teher 95 768 kilogramm.
42 perces repülés után az űrrepülőgép a Hubble űrtávcső közelébe került. Az űrrepülőgép első alkalommal repült ilyen magas pályára. A harmadik napon a legénység javítás, karbantartás céllal visszanyerte a Hubble űrtávcsövet. Jean-François Clervoy kezelte a manipulátort. A Hubble űrtávcső harmadik javítása (SM–3A). Az első javítás az STS–61, a második az STS–82 küldetésén történt. A második javítás óta három, a stabilitást biztosító giroszkóp elromlott. Mind a hat giroszkópot kicserélték. Nagy teljesítményű számítógép (megnövelte teljesítmény, sebesség és tároló képesség) került a régi helyébe (FGS). Új adó/vevő került beszerelésre, kicserélték az éjszakai (földárnyék) energia ellátását biztosító nikkel-hidrogén akkumulátorokat. Elvégezték a külső szigetelés javítását (90 percenként váltakozó hideg, meleg ellen), biztosítva az állandó belső hőmérsékletet. December 25-én üzembe helyezték a Hubble űrtávcsövet, napelemtáblái biztosították a szükséges energiát. Kiemelték a raktérből, majd az űrrepülőgép lassú sodródással távolodot.

## Hasznos teher
Diák program keretében diákok által aláírt plakátokat, a világűrből szkennelve küldték a meghatározott iskolákhoz.

### Űrséták
A Hubble űrtávcső felújítására, karbantartására négy űrsétát terveztek, de egyet a szakszerű munkafolyamatok végzése miatt később töröltek.
(zárójelben a dátum és az időtartam)
- EVA 1: Smith és Grunsfeld (1999. december 22., 8 óra 15 perc)
- EVA 2: Foale és Nicollier (1999. december 23., 8 óra 10 perc)
- EVA 3: Smith és Grunsfeld (1999. január 17., 8 óra 08 perc)

## Hetedik nap
1999. december 28-án a Kennedy Űrközponton (KSC), kiinduló bázisán szállt le. Összesen 7 napot, 23 órát, 10 percet és 47 másodpercet töltött a világűrben. 5 230 000 kilométert (3 267 000 mérföldet) repült, 119 alkalommal kerülte meg a Földet.

## Személyzet
(zárójelben a repülések száma az STS–103 küldetéssel együtt)
- Curtis Brown  (6), parancsnok
- Scott Joseph Kelly  (1), pilóta
- Steven Lee Smith  (3), küldetésfelelős
- Michael Colin Foale  (5), küldetésfelelős
- John Mace Grunsfeld  (3), küldetésfelelős
- Claude Nicollier  (4), küldetésfelelős – Svájci Űrügynökség (ESA)
- Jean-François Clervoy  (3), küldetésfelelős, Francia Űrügynökség (ESA)

### Visszatérő személyzet
- Curtis Lee Brown (6), parancsnok
- Scott Joseph Kelly (1), pilóta
- Steven Lee Smith (3), küldetésfelelős
- Michael Colin Foale (5), küldetésfelelős
- John Mace Grunsfeld (3), küldetésfelelős
- Claude Nicollier (4), küldetésfelelős
- Jean-François Clervoy (3), küldetésfelelős